# Fiorella Bonicelli
Fiorella Bonicelli (Lima, 21 december 1951) is een voormalig professioneel tennisspeelster uit Uruguay, later Frankrijk. Op 19 augustus 1978 trad zij in het huwelijk met de Franse tenniscoach Philippe Duxin, waarna zij (in de periode 1980–1984) onder de naam Fiorella Duxin uitkwam voor Frankrijk. In 1986 speelde zij weer voor Uruguay op de Fed Cup.

## Loopbaan
In de periode 1972–1977 alsmede in 1986 speelde Bonicelli voor Uruguay op de Fed Cup – zij vergaarde daar een winst/verlies-balans van 17–12.
In 1975 won zij samen met de Braziliaan Thomaz Koch het gemengddubbelspeltoernooi van Roland Garros. In 1976 veroverde zij samen met Française Gail Lovera de dubbelspeltitel op Roland Garros.

## Persoonlijk
Bonicelli werd geboren in Lima, de hoofdstad van Peru maar groeide op in Montevideo waar zij op elfjarige leeftijd tennis ging spelen.
Bonicelli heeft samen met Philippe Duxin een zoon – Julien Duxin begon met het spelen van tennis en golf maar werd later DNA-onderzoeker, eerst aan de Harvard-universiteit, sinds 2016 in Kopenhagen.

## Posities op deWTA-ranglijst
Positie per einde seizoen:
| jaar | rang enkelspel |
| ---- | -------------- |
| 1975 | 54             |
| 1976 | 43             |
| 1977 | 35             |
| 1978 | 76             |

## Palmares

### WTA-finaleplaatsen enkelspel
| nr.              | finale     | toernooi            | ondergrond | tegenstandster  | score          |
| ---------------- | ---------- | ------------------- | ---------- | --------------- | -------------- |
| gewonnen finales |            |                     |            |                 |                |
| 1.               | 1970-07-25 | WTA Aix-en-Provence | gravel     | Odile de Roubin | 11-9, 4-6, 6-1 |
| 2.               | 1971-07    | WTA Aix-en-Provence | gravel     | Odile de Roubin | 6-2, 5-7, 8-6  |
| 3.               | 1973-08-26 | WTA South Orange    | gras       | Lesley Bowrey   | 6-4, 7-5       |
| verloren finales |            |                     |            |                 |                |
| 1.               | 1972-12-01 | WTA Buenos Aires    | gravel     | Virginia Wade   | 4-6, 1-6       |
| 2.               | 1976-04-18 | WTA Monte Carlo     | gravel     | Helga Masthoff  | 4-6, 2-6       |

### WTA-finaleplaatsen vrouwendubbelspel
| nr.              | finale     | toernooi            | ondergrond | partner                  | tegenstandsters                         | score         |         |
| ---------------- | ---------- | ------------------- | ---------- | ------------------------ | --------------------------------------- | ------------- | ------- |
| gewonnen finales |            |                     |            |                          |                                         |               |         |
| 1.               | 1970-07-25 | WTA Aix-en-Provence | gravel     | Michelle Rodríguez       | Johanne Venturino Jacqueline Rees-Lewis | 6-1, 6-1      |         |
| 2.               | 1972-07-16 | WTA Gstaad          | gravel     | Isabel Fernández de Soto | Julie Heldman Pam Teeguarden            | 6-3, 6-3      |         |
| 3.               | 1975-08-11 | WTA Indianapolis    | gravel     | Isabel Fernández de Soto | Gail Chanfreau Julie Heldman            | 3-6, 7-5, 6-3 |         |
| 4.               | 1976-06-13 | Roland Garros       | gravel     | Gail Lovera              | Kathleen Harter Helga Masthoff          | 6-4, 1-6, 6-3 | details |
| verloren finales |            |                     |            |                          |                                         |               |         |
| 1.               | 1973-08-19 | WTA Indianapolis    | gravel     | Isabel Fernández de Soto | Patti Hogan Sharon Walsh                | 4-6, 4-6      |         |
| 2.               | 1974-07-14 | WTA Båstad          | gravel     | Anna-Maria Nasuelli      | Sue Barker Glynis Coles                 | 2-6, 0-6      |         |
| 3.               | 1975-07-13 | WTA Båstad          | gravel     | Raquel Giscafré          | Janet Newberry Pam Teeguarden           | 3-6, 3-6      |         |
| 4.               | 1975-07-20 | WTA Kitzbühel       | gravel     | Raquel Giscafré          | Sue Barker Pam Teeguarden               | 4-6, 3-6      |         |

### Finaleplaatsen gemengd dubbelspel
| nr.              | finale     | toernooi      | ondergrond | partner     | tegenstanders               | score    |         |
| ---------------- | ---------- | ------------- | ---------- | ----------- | --------------------------- | -------- | ------- |
| gewonnen finales |            |               |            |             |                             |          |         |
| 1.               | 1975-06-15 | Roland Garros | gravel     | Thomaz Koch | Pam Teeguarden Jaime Fillol | 6-4, 7-6 | details |
| verloren finales |            |               |            |             |                             |          |         |
| geen             |            |               |            |             |                             |          |         |

## Resultaten grandslamtoernooien
| Legenda | Legenda                          |
| ------- | -------------------------------- |
| g.t.    | geen toernooi gehouden           |
| l.c.    | lagere categorie                 |
| –       | niet deelgenomen                 |
| G       | uitgeschakeld in de groepsfase   |
| 1R      | uitgeschakeld in de eerste ronde |
| 2R      | uitgeschakeld in de tweede ronde |
| 3R      | uitgeschakeld in de derde ronde  |
| 4R      | uitgeschakeld in de vierde ronde |
| KF      | uitgeschakeld in de kwartfinale  |
| HF      | uitgeschakeld in de halve finale |
| F       | de finale verloren               |
| W       | het toernooi gewonnen            |
| w-v     | winst/verlies-balans             |

### Enkelspel
| toernooi        | 1967 | 1968 | 1969 | 1970 | 1971 | 1972 | 1973 | 1974 | 1975 | 1976 | 1977 | 1977 | 1978 |    | 1984 |
| --------------- | ---- | ---- | ---- | ---- | ---- | ---- | ---- | ---- | ---- | ---- | ---- | ---- | ---- | -- | ---- |
| Australian Open | 1R   | –    | –    | –    | –    | –    | –    | –    | –    | –    | –    | –    | –    | –  |      |
| Roland Garros   | –    | 2R   | –    | 1R   | 1R   | 3R   | 3R   | –    | 3R   | 2R   | 2R   | 2R   | KF   | 2R |      |
| Wimbledon       | –    | –    | –    | 2R   | 1R   | 2R   | 1R   | 3R   | 2R   | 2R   | 1R   | 1R   | 1R   | –  |      |
| US Open         | –    | –    | 2R   | –    | –    | 3R   | –    | –    | 1R   | 1R   | 3R   | 3R   | –    | –  |      |

### Vrouwendubbelspel
| toernooi        | 1970 | 1971 | 1972 | 1973 | 1974 | 1975 | 1976 | 1977 | 1977 | 1978 |    | 1984 |
| --------------- | ---- | ---- | ---- | ---- | ---- | ---- | ---- | ---- | ---- | ---- | -- | ---- |
| Australian Open | –    | –    | –    | –    | –    | –    | –    | –    | –    | –    | –  |      |
| Roland Garros   | 2R   | KF   | KF   | KF   | –    | KF   | W    | 1R   | 1R   | 1R   | 2R |      |
| Wimbledon       | 2R   | 3R   | KF   | HF   | 1R   | 2R   | 1R   | 2R   | 2R   | –    | –  |      |
| US Open         | –    | –    | 2R   | 1R   | –    | 1R   | 2R   | 2R   | 2R   | –    | –  |      |

### Gemengd dubbelspel
| Australian Open | –  | g.t. | g.t. | g.t. | g.t. | g.t. | g.t. | g.t. | g.t. | g.t. | g.t. | g.t. |
| Roland Garros   | –  | 2R   | –    | 2R   | –    | W    | KF   | 2R   | 2R   | 2R   | 1R   | 1R   |
| Wimbledon       | –  | 2R   | KF   | 4R   | 2R   | –    | 2R   | –    | –    | –    | –    | –    |
| US Open         | 1R | –    | –    | –    | –    | –    | –    | –    | –    | –    | –    | –    |